# Famelica catharinae
Famelica catharinae é uma espécie de gastrópode do gênero Famelica, pertencente a família Raphitomidae.